# Ahmed Reda Tagnaouti
Ahmed Reda Tagnaouti (Casablanca, 5 april 1996) is een Marokkaans voetballer die speelt als doelman. In juli 2025 verruilde hij Athletic Tétouan voor FAR Rabat. Tagnaouti maakte in 2017 zijn debuut in het Marokkaans voetbalelftal.

## Clubcarrière
Tagnaouti speelde in de jeugd in de Académie Mohammed VI en kwam daarna terecht bij Nahdat Berkane. Bij die club brak hij ook door en in januari 2017 huurde Wydad Casablanca de doelman voor een half seizoen. Na afloop van deze verhuurperiode werd de overname definitief. Direct na zijn aankoop verhuurde Wydad de keeper weer; Ittihad Tanger werd op tijdelijke basis zijn nieuwe club. Medio 2018 keerde Tagnaouti terug naar Wydad. Vijf seizoenen later verkaste de doelman transfervrij naar Maghreb Fez. In januari 2025 tekende hij voor Athletic Tétouan en in juli van dat jaar voor FAR Rabat.

## Interlandcarrière
Tagnaouti maakte zijn debuut in het Marokkaans voetbalelftal op 10 oktober 2017, toen met 1–3 gewonnen werd van Zuid-Korea. Oussama Tannane scoorde twee keer en Ismail El Haddad vergrootte de voorsprong. Uiteindelijk tekende Son Heung-min voor de enige Zuid-Koreaanse treffer. Tagnaouti begon aan het duel als wisselspeler en hij mocht van bondscoach Hervé Renard in de rust invallen voor Yassine Bounou. Tagnaouti werd in mei 2018 door Renard opgenomen in de selectie van Marokko voor het wereldkampioenschap in Rusland.
In november 2022 werd Tagnaouti door bondscoach Walid Regraoui opgenomen in de selectie van Marokko voor het WK 2022. Op het WK behaalde Marokko de vierde plaats, na een nederlaag tegen Frankrijk in de halve finales en Kroatië in de troostfinale. Daarvoor werd het groepswinnaar in een poule met datzelfde Kroatië, België en Canada en werden Spanje en Portugal uitgeschakeld. Hiermee werd Marokko het eerste Europese land ooit bij de laatste vier op een WK. Tagnaouti kwam niet in actie. Zijn toenmalige clubgenoten Yahia Attiyat Allah en Yahya Jabrane (beiden eveneens Marokko) waren ook actief op het toernooi.
| Interlands van Ahmed Reda Tagnaouti voor Marokko | Interlands van Ahmed Reda Tagnaouti voor Marokko | Interlands van Ahmed Reda Tagnaouti voor Marokko | Interlands van Ahmed Reda Tagnaouti voor Marokko | Interlands van Ahmed Reda Tagnaouti voor Marokko | Interlands van Ahmed Reda Tagnaouti voor Marokko | Interlands van Ahmed Reda Tagnaouti voor Marokko |
| №                                                | Datum                                            | Wedstrijd                                        | Uitslag                                          | Competitie                                       | Goals                                            |                                                  |
| Als speler bij Ittihad Tanger                    | Als speler bij Ittihad Tanger                    | Als speler bij Ittihad Tanger                    | Als speler bij Ittihad Tanger                    | Als speler bij Ittihad Tanger                    | Als speler bij Ittihad Tanger                    | Als speler bij Ittihad Tanger                    |
| ------------------------------------------------ | ------------------------------------------------ | ------------------------------------------------ | ------------------------------------------------ | ------------------------------------------------ | ------------------------------------------------ | ------------------------------------------------ |
| 1                                                | 10 oktober 2017                                  | Zuid-Korea – Marokko                             | 1 – 3                                            | Vriendschappelijk                                |                                                  |                                                  |
| 2                                                | 27 maart 2018                                    | Marokko – Oezbekistan                            | 2 – 0                                            | Vriendschappelijk                                |                                                  |                                                  |
| Als speler bij Wydad Casablanca                  |                                                  |                                                  |                                                  |                                                  |                                                  |                                                  |
| 3                                                | 12 juni 2019                                     | Marokko – Gambia                                 | 0 – 1                                            | Vriendschappelijk                                |                                                  |                                                  |

Bijgewerkt op 22 juli 2025.

## Erelijst
| Competitie       |                  |                                    |                  |                  |
| Competitie       | Aantal           | Jaren                              |                  |                  |
| Wydad Casablanca | Wydad Casablanca | Wydad Casablanca                   | Wydad Casablanca | Wydad Casablanca |
| ---------------- | ---------------- | ---------------------------------- | ---------------- | ---------------- |
| Botola Pro       | 4                | 2016/17, 2018/19, 2020/21, 2021/22 |                  |                  |
| Ittihad Tanger   |                  |                                    |                  |                  |
| Botola Pro       | 1                | 2017/18                            |                  |                  |